# Begoña Nasarre
Begoña Nasarre Oliva, née le 19 juillet 1978, est une femme politique espagnole membre du Parti socialiste ouvrier espagnol (PSOE).
Elle est élue députée de la circonscription de Huesca lors des élections générales d'avril 2019.

## Biographie

### Profession
Begoña Nasarre Oliva est technicienne informatique.

### Activités politiques
Elle est députée aux Cortes d'Aragon de juin 2015 à décembre 2015. Elle est élue conseillère municipale de Alcolea de Cinca en 2015.
Le 20 décembre 2015, elle est élue sénatrice pour Huesca au Sénat et réélue en 2016.
Au Sénat, elle est porte-parole adjointe du groupe parlementaire socialiste et porte-parole à la commission chargée de l'Économie, de l'Industrie et Compétitivité.